# Pop Trash
Pop Trash är det tionde studioalbumet av den brittiska gruppen Duran Duran, utgivet år 2000. Det gick ganska obemärkt förbi när det släpptes och är det kommersiellt minst framgångsrika albumet i gruppens historia. Det blev också den sista skivan med Warren som lämnade bandet efter att skivan hade släppts. 

## Låtlista
1. "Someone Else Not Me" – 4:48
2. "Lava Lamp" – 3:54
3. "Playing with Uranium" – 3:51
4. "Hallucinating Elvis" – 5:26
5. "Starting to Remember" – 2:38
6. "Pop Trash Movie" – 4:54
7. "Fragment" – 0:49
8. "Mars Meets Venus" – 3:07
9. "Lady Xanax" – 4:53
10. "The Sun Doesn't Shine Forever" – 4:51
11. "Kiss Goodbye" – 0:41
12. "Last Day on Earth" – 4:27

## Medverkande
Duran Duran:
- Simon Le Bon - sång
- Nick Rhodes - keyboards
- Warren Cuccurullo - gitarr/basgitarr

övriga medverkande:
- David Campbell - stråkarrangemang
- Sally Boyden - körsång
- Steve Alexander - trummor
- John Tonks - trummor, percussion
- Greg Bissonette - trummor
- Luis Conte - percussion